# Hypena interrupta
Hypena interrupta là một loài bướm đêm trong họ Erebidae.